# رايانو
رايانو (بالإيطالية: Raiano)‏ هي بلدية في مقاطعة لاكويلا في إقليم أبروتسو الإيطالي.

## السكان
في سنة 1861 بلغ عدد السكان 3٬261 نسمة، وتطور العدد ليصل في سنة 2011 لـ 2٬812 نسمة.
يظهر هذا المخطط البياني تطور النمو السكاني لـ رايانو